# Asiatisk ullhalsstork
Asiatisk ullhalsstork (Ciconia episcopus) är en cirka 85 centimeter hög art i familjen storkar inom ordningen storkfåglar.

## Utseende
Asiatisk ullhalsstork är en stor fågel som i snitt mäter mellan 85 och 90 cm på höjden. Den är övervägande svart förutom den ulliga vita nacken och nedre delen av buken som även den är vit. Täckvingarna är glansigt mörkgröna, bröst och mage lätt lilatonade. Ungfåglar är blekare versioner av vuxna individer. Den är mycket lik afrikansk ullhalsstork och tidigare behandlades de som en och samma art. Asiatisk ullhalsstork har dock mestadels vitt huvud, med ett mörkare område runt ögonen, medan den afrikanska har helsvart huvud.

## Utbredning, biotop och taxonomi
Asiatisk ullhalsstork är en tropisk art som häckar i Asien från Indien till Indonesien. Den är en stannfågel som häckar i trädklädda våtmarker. Fågeln delas in i två underarter:
- Ciconia episcopus episcopus – Asien från Indien till norra Malackahalvön
- Ciconia episcopus neglecta – östra Indonesien på Java och öarna i Wallacea

Tidigare inkluderades afrikansk ullhalsstork (C. microscelis) i arten, då med det enklare namnet ullhalsstork, men denna urskildes 2014 som egen art av BirdLife International, 2022 av tongivande eBird/Clements, 2023 av International Ornithological Congress och 2024 av Birdlife Sverige.

## Levnadssätt
Asiatisk ullhalsstork är en bredvingad fågel som utnyttjar termiska uppvindar för långdistansflygningar. Som alla storkar så flyger den med nacken utsträckt. Den återfinns ofta i par eller i mindre grupper i närheten av vatten, där de vandrar långsamt på marken i jakt på sitt byte. Bytet, liksom hos de flesta av dess nära släktingar, består av grodor, ödlor, ormar och stora insekter och andra evertebrater. 

### Häckning
Asiatisk ullhalsstork bygger ett stort bo av pinnar i ett träd i skogen och lägger två till fem ägg. Det är en ovanligt tystlåten stork, men vuxna individer hälsar varandra med klappande näbbar när de möts vid boet.

## Status och hot
Internationella naturvårdsunionen kategoriserar asiatisk ullhallsstork som nära hotad. Den tros minska kraftigt i antal till följd av habitatförlust och förföljelse. Asiatisk ullhalsstork är en av de arter som omfattas av Agreement on the Conservation of African-Eurasian Migratory Waterbirds (AEWA).